# Крестьянское восстание в Пфальце
Крестьянское восстание в Пфальце (нем. Pfälzischer Bauernkrieg) — фрагмент немецкой крестьянской войны в регионе Средний и Верхний Рейн; восстание в Курпфальце и его окрестностях проходило с апреля по июнь 1525 года.

## История
Начало войны немецких крестьян в Западно-Рейнском Пфальце ознаменовалось собранием группы крестьян, так называемого «Хауфе», в Нуздорфе возле Ландау 23 апреля 1525 года.
Пфальцские крестьяне разграбили несколько близлежащих монастырей (в том числе монастырь Орден Святого Иоанна в Хаймбахе около Цайскама и Хёрдта) и замки, прежде чем 6 мая захватить без боя город Нойштадт.
Цель крестьянских групп была основана на «Двенадцати статьях», которые были сформулированы в Меммингене, и 25 000 экземпляров которых были напечатаны. Вторая группа крестьян «Хауфе» образовалась недалеко от Бокенхайма.
В результате Пфальцский имперский князь Людвиг V был вынужден вести переговоры с группами восставших крестьян Гейвейлера и Бокенхайма; переговоры начались 10 мая в Форсте.
Но после того, как были подавлены восстания в Вюртемберге и в Эльзасе, 23 мая Людвиг V — при поддержке войск архиепископа Триера — в битве при Пфеддерсхайме полностью разгромил группы восставших крестьян. В битве погибло около 8000 крестьян.